# 烯丙基胺
烯丙基胺是一種有機化合物，其化學式為 C3H5NH2。烯丙基胺為無色液體，並且是最簡單的穩定不飽和胺. 

## 生產及反應
全部三種烯丙胺，單、二、和三烯丙基胺，都可以藉由將烯丙基氯用氨處理後再經由蒸餾後獲得。純品可以藉由異硫氰酸烯丙酯的水解來製備，表現為一個典型的胺類。 
聚合反應可用於製備均聚物(聚烯)或共聚物。其聚合物有希望被用於製作逆滲透膜。

## 其他烯丙胺類
烯丙胺類具有廣泛的製藥應用。藥品中重要烯丙胺類包括氟桂利嗪和萘替芬。氟桂利嗪有助於偏頭痛的緩解，而萘替芬的用於對抗常見的真菌引起的感染，例如腳癬、股癬、癬。

氟桂利嗪和萘替芬為藥用的烯丙胺類。

## 安全性
烯丙基胺像其他的烯丙基衍生物一樣是催淚劑以及同樣對皮膚有刺激性。老鼠口服半數致死量為106毫克/公斤。

## 外部連結
- Allylamine from PubChem at National Center for Biotechnology Information